# David Ethelbert Flood
David Ethelbert Flood OFM  (* 15. Dezember 1929 in Biddeford, Maine; † 11. Januar 2024 in Montreal) war ein US-amerikanisch-kanadischer Theologe.

## Leben
Er war seit 1950 Mitglied der Provinz St. Joseph der Franziskaner in Montreal. Er erhielt einen B.A. in Philosophie von der Universität Laval, studierte Theologie in Montreal und wurde im Mai 1958 zum Priester geweiht. Außerdem erhielt er 1959 einen MA in Anglistik und Literaturwissenschaft von der University of Montreal. Von 1958 bis 1961 lehrte er Englische Literatur am St. Francis College in Biddeford. Er studierte Philosophie und Geschichte an der Universität zu Köln. Dort promovierte er 1965. Er lehrte von 1965 bis 1966 Kirchengeschichte in Montreal. Von 1967 bis 1968 war er Stipendiat am Institut für Europäische Geschichte in Mainz. Er war Mitglied der Forschungsfakultät des Franciscan Institute.

## Schriften (Auswahl)
- Die Regula non bullata der Minderbrüder. Werl 1967, OCLC 460368156.
- (Hg.): Poverty in the Middle Ages. Werl 1975, ISBN 3-87163-109-4.
- Frère François et le mouvement franciscain. Paris 1983, ISBN 2-7082-2321-6.
- Francis of Assisi and the Franciscan Movement. Quezon City 1989, OCLC 22774617.